# ماهی کوچک (فیلم ۲۰۰۵)
ماهی کوچک (به انگلیسی: Little Fish) فیلم جنایی، درام و عاشقانه استرالیایی محصول سال ۲۰۰۵ به کارگردانی روآن وودز و نویسندگی ژاکلین پرسکه است. این فیلم در سیدنی و اطراف آن، در کامبراماتا، نیو ساوت ولز و فرفیلد، نیو ساوت ولز فیلمبرداری شد.

## داستان
داستان در مورد تریسی با بازی کیت بلانشت می‌باشد. تریسی معتاد به هروئین بوده و پس از ترک اعتیاد به دنبال شروع زندگی جدید می‌رود. او نیاز به دریافت وام جهت خرید بخشی از مغازه ای که در آن کار می‌کند دارد ولی به دلیل سابقه بد بانک سرباز می‌زند. در این حین دوست پسر سابق او از کانادا بازمی‌گردد و …

## باکس آفیس
ماهی کوچک ۲٬۷۱۹٬۷۵۱ دلار در گیشه استرالیا فروخت.